# NGC 4845
NGC 4845 este o hi (21cm) source⁠(d) situată în constelația Fecioara. A fost descoperită în 24 februarie 1786 de către William Herschel. Se află la o distanță de 18,2 megaparseci de Pământ.